# Рецюнс
Рецю́нс (нім. Rhäzüns) — громада в Швейцарії в кантоні Граубюнден, регіон Імбоден.

## Географія
Громада розташована на відстані близько 150 км на схід від Берна, 12 км на південний захід від Кура.
Рецюнс має площу 13,4 км², з яких на 5% дозволяється будівництво (житлове та будівництво доріг), 23% використовуються в сільськогосподарських цілях, 68,3% зайнято лісами, 3,7% не є продуктивними (річки, льодовики або гори).

## Демографія
2019 року в громаді мешкало 1557 осіб (+19,8% порівняно з 2010 роком), іноземців було 19,3%. Густота населення становила 116 осіб/км².
За віковим діапазоном населення розподілялося таким чином: 23,8% — особи молодші 20 років, 60,4% — особи у віці 20—64 років, 15,7% — особи у віці 65 років та старші. Було 630 помешкань (у середньому 2,5 особи в помешканні).
Із загальної кількості 361 працюючого 12 було зайнятих в первинному секторі, 220 — в обробній промисловості, 129 — в галузі послуг.